# Saint-Rémy (Ain)
Saint-Rémy egy település Franciaországban, Ain megyében. Lakosainak száma 922 fő (2022. január 1.). Saint-Rémy Buellas, Montracol, Péronnas, Saint-André-sur-Vieux-Jonc és Saint-Denis-lès-Bourg községekkel határos.

## Népesség
A település népessége az elmúlt években az alábbi módon változott:
| Lakosok száma | 302  | 551  | 668  | 818  | 976  | 991  | 994  | 985  | 964  | 922  |
|               | 1968 | 1982 | 1990 | 2006 | 2013 | 2015 | 2017 | 2019 | 2020 | 2022 |